# ジェームズ・エイジー
ジェームズ・エイジー（英語名:James Rufus Agee　1909年11月27日 - 1955年5月16日）は、ピューリッツァー賞受賞のアメリカ合衆国の小説家、劇作家、ジャーナリスト、詩人、映画脚本家、映画批評家。ジェームズ・アギーと表記されることもある。 

## 生涯

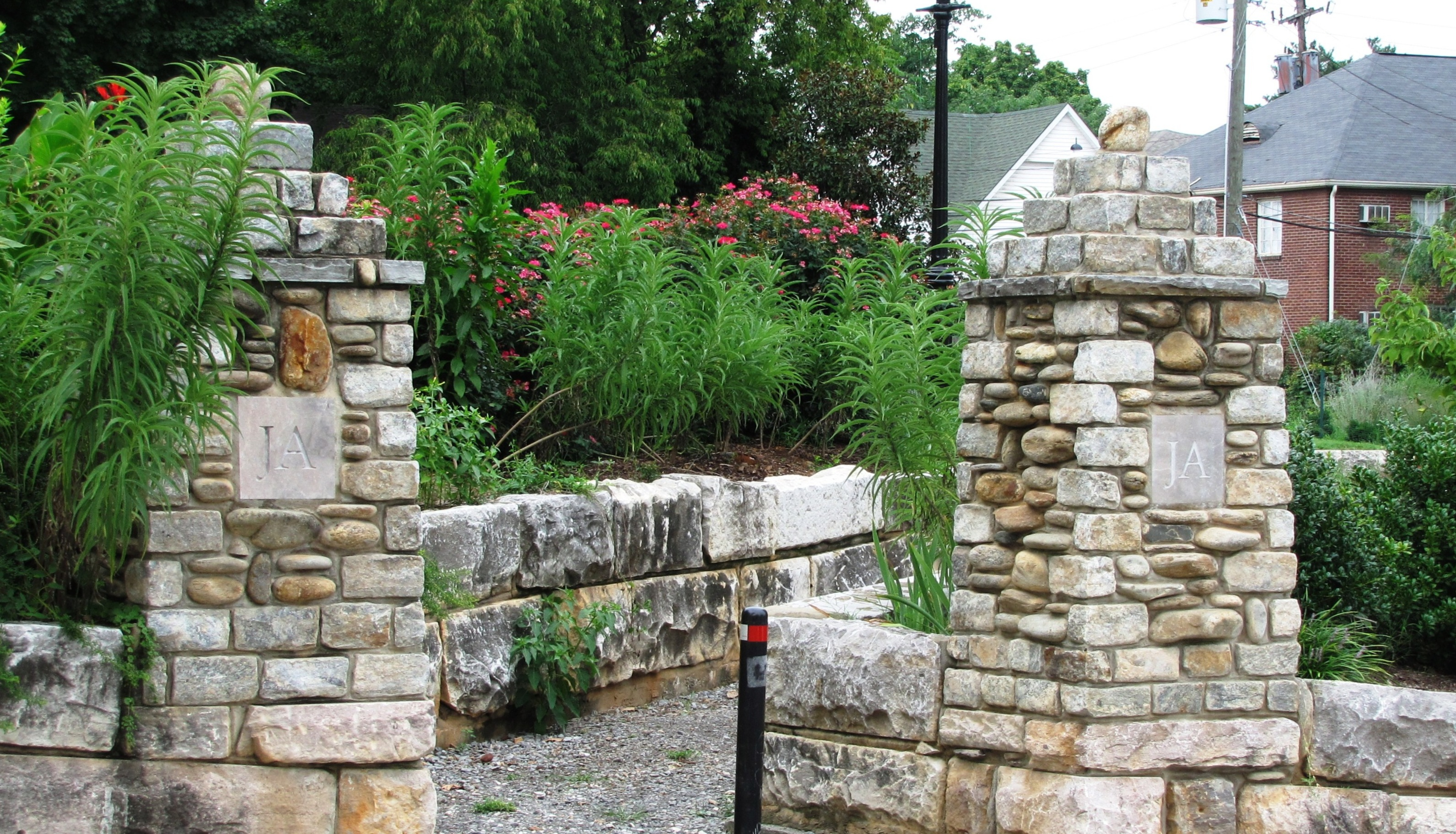
『家族のなかの死』の舞台にもなったテネシー州ノックスビルにあるジェームズが幼少期を過ごした家

### 幼年期
1909年11月27日、テネシー州東部の工業都市ノックスビルにて、地元郵便局員の父ヒュー・ジェイムズ・エイジー、ニューイングランド出身の母ローラ・タイラーの間に生まれる。1916年に自動車事故により父親と死別。1919年に一家はセント・アンドルーズへ移り、ルーファスはセント・アンドルーズ学寮に入学した。1924年、母ローラが牧師アースキン・ライトと再婚。1926年、一家は再び居を移し、ルーファスはメイン州南部のロックランドの全寮制男子高校であるフィリップ・エクセター・アカデミーに入学する。文学やクラシック音楽、映画などに興味を持ち始め、同年、『エクセター・マンスリー』誌に最初の詩『未亡人』が掲載された。その後、1928年にハーバード大学へ入学した後も校内誌『ハーバード・アドヴォケート』誌や『ハウンド・アンド・ホーン』誌などで詩を発表している。1931年に『ハーバード・アドヴォケート』誌の編集長を務めた。

### 社会人となって以降
大学を卒業した1932年、ニューヨーク州ブルックリン区に居を移すと『フォーチュン』誌の編集に携わるようになり、徐々に社会的急進主義に傾倒するようになった。1933年、大学時代に知り合ったヴィア・ソンダースと結婚。
1934年、イエール大学出版部より最初の詩集『われに航海を許したまえ』が出版される。1937年、『パーティザン・レヴュー』誌に詩郡『抒情詩』が、『トランジション』誌に『父の思い出』が掲載。同年、ヴィアと別居の後に離婚。
1938年、ニュージャージー州フレンチタウンに移った後、フロリダで過ごした休暇の中で書き進めた『ノックスヴィル・1915年夏』が『パーティザン・レヴュー』誌に掲載される。同年アルマ・メイルマンと再婚するも長くは続かず、1941年に再び離婚している。
翌年に『フォーチュン』誌を辞し、『タイム』誌の書評担当者となる。1940年、アルマとの間に息子ジョエルが誕生する。1941年にホウトン・ミフリン社より『誉れ高き人々をたたえよう』が出版された。
1943年、『ネイション』誌の映画批評欄を担当するようになると、1945年には最初の映画脚本『ブルー・ホテル』を書いた。1946年、三人目の妻となるミア・フィッチと結婚。同年長女ジュリア・テレサが誕生、1950年に次女アンドレア誕生。
小説や映画脚本の執筆活動に専念するため、『タイム』誌、『ネイション』誌を辞し、1949年より『朝の勤行』『家族のなかの死』を書き始める。
『朝の勤行』は1951年にホウトン・ミフリン社より刊行されたがこの頃より心臓発作を繰り返すようになり、1955年5月16日、ニューヨーク市のタクシーの中で急死した。
ほぼ完成していたものの厳密には未完であった『家族のなかの死』は、死後体裁を整えられた上で1957年に刊行され、ピューリッツァー賞小説賞を受賞、その後『家族のなかの死』を元に作られた演劇作品『ひたすら家路を』でもピューリッツァー賞演劇賞を受賞している。

## 評価
1940年代最も影響力のある映画批評家の一人だった。週刊誌「The Nation」で映画批評、Times誌、Fortune誌で記事を書いた。 心臓発作で早くに死亡。死後に評価が高まる。父の死をもとに製作したフィクション“A Death in the Family”が死後出版されピューリッツァー賞を受賞。映画批評は未だアメリカにおいては認知されている。エイジーの映画批評についてまとめられた本“Agee on Film”がマーティン・スコセッシ監修によって最近再版された。
1936年の夏にFortune紙の取材のために写真家のウォーカ・エヴァンスとアラバマ州の小作農と8週間生活を送る。Fortuneではこの記事は出版されず、Forutuneをやめた後（1939年）、『誉れ高き人々をたたえよう（Let Us Now Praise Famous Men）』という題の本の形に整え出版（1941年）。生前には600部しか売れなかった。
1950年代の有名な映画の脚本も書いている。『アフリカの女王』（1951年）と『狩人の夜 』（1955年）とが有名。

## 作品

### 出版物
- 『われに航海を許したまえ』（Permit Me Voyage、1934年、詩集）
- 『ノックスヴィル・1915年夏』（Knoxville: Summer of 1915、1938年、散文作品）
  - 1947年、サミュエル・バーバーがこの詩に基づくソプラノと管弦楽のための"Knoxville: Summer of 1915"を作曲している。
- 『誉れ高き人々をたたえよう』（Let Us Now Praise Famous Men: Three Tenant Families、1941年、写真家ウォーカー・エヴァンスとの共著）
  - 邦題は『いまやわれらが有名人をたたえよう』[2]『名高き人々をいざ讃えん』[4]など複数あり。
- 『喜劇華やかなりし頃』（Comedy's Greatest Era、1949年、雑誌"ライフ"に掲載されたエッセイ[5][6]）（外部リンク参照）
- 『朝の勤行』（The Morning Watch、1951年、小説）
- 『家族のなかの死』（A Death in the Family、1957年遺作、小説）

### 映画
- ブルー・ホテル (1945) 脚本
- アフリカの女王 (1951) 脚本
- イエロースカイの対決 (1952) 脚本/出演
- 狩人の夜 (1955) 脚本
- All the Way Home（原題） (1963)〈未〉 原作
- 息子と父の部屋 (2001)〈TVM〉原作

## 日本語訳
- 金関寿夫訳『家族のなかの死』
『世界文学全集81 サリンジャー[7]／ジェイムズ・エイジー』集英社、1978年 所収

## 受賞歴
アカデミー賞ノミネート
1952年 アカデミー脚本賞『アフリカの女王』